# Prairies du Nord
Les prairies du Nord regroupent deux écorégions terrestres du biome des prairies, savanes et brousses tempérées d'Amérique du Nord : les prairies d'herbes courtes du Nord et les prairies mixtes des Sand Hills du Nebraska.
Ces étendues herbeuses forment une région écologique identifiée par le Fonds mondial pour la nature (WWF) comme faisant partie de la liste « Global 200 », c'est-à-dire considérée comme exceptionnelle au niveau biologique et prioritaire en matière de conservation.